# Cecilia Lean
Cecilia Lean je bivša argentinska hokejašica na travi. 
S argentinskom izabranom vrstom je sudjelovala na SP-u 1990. godine u Sydneyu.

## Sudjelovanja na velikim natjecanjima
- SP 1990. (9. mjesto)